# Scoliciosporum curvatum
Scoliciosporum curvatum är en lavart som beskrevs av Sérus.. Scoliciosporum curvatum ingår i släktet Scoliciosporum, och familjen Scoliciosporaceae. Arten är reproducerande i Sverige.